# Aéroport de Carson City
L’aéroport de Carson City (code IATA : CSN • code OACI : KCXP • code FAA : CXP), en anglais Carson City Airport, est situé au nord-est de la ville de Carson City, capitale du Nevada, aux États-Unis.